# Русско-американский договор (1832)
Русско-американский договор о торговле и навигации 1832 года (англ. U.S.-Russian Treaty of Navigation and Commerce или Trade Treaty of 1832) — договор, подписанный Россией и США 6 (18) декабря 1832 года в Санкт-Петербурге. Был заключён на срок до 1 января 1839 года с последующим продлением. 
Договор предусматривал общие двусторонние торговые права и условия наибольшего благоприятствования.
Был денонсирован американской стороной в 1911 году до его истечения из-за нарушения Россией его положений, гарантирующих права американских граждан на свободное перемещение по территории Российской империи.

## Условия соглашения
Согласно Договору, торговля и мореплавание во владениях сторон объявлялись свободными и основанными на взаимности. Жителям России и США разрешалось торговать везде, где допускалась иностранная торговля. Им гарантировались свободное ведение дел, безопасность и покровительство наравне с жителями страны пребывания при условии соблюдения её законодательства и подчинения её юрисдикции. Договором предусматривалось распространение преимуществ, которые одна из сторон предоставит в области торговли и навигации какому-либо иному государству, на другую сторону. Таким образом, речь шла о взаимном предоставлении режима наибольшего благоприятствования гражданам и товарам двух стран.

## Несоблюдение отдельных условий договора
В статье 1 договора указывалось, что жителям договаривающихся государств «не воспрещено будет останавливаться... и проживать везде в упомянутых владениях, где им по делам их будет надобность... они ограждены будут той же самой безопасностью и покровительством... с тем, однако же, что они подчинены будут существующим там законам и учреждениям...»
Однако вопреки положению, гарантирующим свободу перемещения граждан обоих государств по территории другой стороны, российское царское правительство применяло для граждан США иудейского вероисповедания те же ограничения свободы передвижения, что и для российских подданных-евреев, и не разрешало свободно перемещаться по России своим бывшим подданным еврейской национальности, ставшим вследствие эмиграции гражданами США.
Правительство США, ссылаясь на эту статью, настаивало на соблюдении принципа равноправия своих граждан, приезжающих в Россию по коммерческим делам. Правительство России однако подчеркивало, что американские евреи не могут находиться в более привилегированном положении по сравнению с российскими евреями и должны по ст. 1 договора подчиняться законодательству России в этой области

## Денонсация
В декабре 1904 года в своем ежегодном послании Конгрессу 1904 г., которое вошло в историю как «Поправка к доктрине Монро», президент Теодор Рузвельт заявил, что Америка не может спокойно наблюдать за разгулом тирании и угнетения в других странах.
Отдельного упоминания в речи Рузвельта удостоилась Россия, за которой президент внимательно наблюдал после Кишиневского погрома 1903 года:

Даже в тех случаях, когда не представляется возможным обеспечить соблюдение другими странами принципов, которые мы считаем аксиомами, нам необходимо решительно настаивать на уважении прав своих граждан независимо от их веры или этнической принадлежности. Добиться от России разрешения для наших соотечественников-евреев свободно путешествовать по российской территории оказалось весьма трудной задачей. Подобное поведение не только несправедливо и вызывает с нашей стороны понятное раздражение. В нём сложно усмотреть какой-либо разумный мотив с точки зрения российских интересов
В 1904 году во время русско-японских мирных переговоров в Портсмуте, где Рузвельт участвовал в качестве посредника, он передал главе российской делегации Сергею Витте послание Николаю II с напоминанием о необходимости решить проблему. Как воспоминал Витте, вопрос поступил на рассмотрение специальной комиссии, но толку из этого так и не вышло:

В конце концов, в течение почти шести лет вопрос этот не получил никакого благоприятного решения и дело это кончилось тем, что американцы денонсировали торговый договор на тех основаниях, что они не могут примириться с таким произволом и с несоответствующим духу времени толкованием той части торгового договора, которая говорит о праве въезда иностранцев в ту или другую страну